# Myctophum lychnobium
Myctophum lychnobium är en fiskart som beskrevs av Bolin, 1946. Myctophum lychnobium ingår i släktet Myctophum och familjen prickfiskar. IUCN kategoriserar arten globalt som livskraftig. Inga underarter finns listade i Catalogue of Life.